# Прибужаны (Львовская область)
Прибужаны (укр. Прибужани) — село в Каменка-Бугской городской общине Львовского района Львовской области Украины.
Население по переписи 2001 года составляло 635 человек. Занимает площадь 10,6 км². Почтовый индекс — 80422. Телефонный код — 3254.

## История
В 1946 г. Указом ПВС УССР село Ланы Польские переименовано в Прибужаны.